# Dora Maria da Costa
Dora Maria da Costa (Dores do Indaiá, 28 de março de 1951) é uma bacharel em Direito pela Pontifícia Universidade Católica de Minas Gerais (PUC Minas). É ministra do Tribunal Superior do Trabalho (TST) desde 2007 e corregedora-geral da Justiça do Trabalho no biênio 2022–2024.

## Biografia
Nasceu em 28 de março de 1951, em Dores do Indaiá, Minas Gerais, em uma pequena fazenda, sendo a terceira de nove irmãos.
Formada, em 1979, em Direito pela Pontifícia Universidade Católica de Minas Gerais (PUC Minas) e cursou especialização em Direito e Processo do Trabalho pela Universidade Federal de Goiás (UFG).
Ainda, em 1979, ingressou como auxiliar judiciário, por concurso público, no Tribunal Regional do Trabalho da 3.ª Região (Minas Gerais). Em 1987, se tornou juíza do Trabalho substituta do Tribunal Regional do Trabalho da 10.ª Região (Distrito Federal/Tocantins) e, entre 1988 e 2002, presidiu varas do Trabalho da 10.ª e da 18.ª (Goiás) Regiões. Em 2005, tornou-se juíza do Trabalho do TRT da 18.ª Região (biênio 2005–2007).
Ingressou no Tribunal Superior do Trabalho (TST) como juíza convocada, em 2003 e 2004. Em março de 2007, voltou ao TST como juíza substituta na vaga do ex-ministro Ronaldo Lopes Leal, sendo empossada como ministra do TST, em 17 de maio de 2007, integrando a Primeira Turma.
No biênio 2020–2022, foi eleita para a diretoria da Escola Nacional de Formação e Aperfeiçoamento de Magistrados do Trabalho (ENAMAT). Entre fevereiro e outubro de 2022, foi vice-presidente do TST e, também, do Conselho Superior da Justiça do Trabalho (CSJT).
Em 13 de outubro de 2022, assumiu a Corregedoria-Geral da Justiça do Trabalho (biênio 2022–2024).